# 刘德培 (清朝)
刘德培（？—1863年），字雪田，后改为春田，清朝后期山东民变首领，山东淄川人。咸丰十一年（1861年）捻军进入山东，刘德培作为为农民拟写抗漕呈文而被判死刑（押解途中逃脱）的英雄，被奉为淄川起义农民的领袖。刘德培组织信和团，先称督招讨大元帅，后称大汉德主。号召消灭满清，光复汉室。同治二年（1863年）春，僧格林沁亲自督兵围困淄川达半年之久。六月廿二，刘德培粮尽突围，至益都蓼坞大白山下，被僧格林沁再次围困，刘德培拔剑自刎，淄川起义结束。